# Бассеро, Доминик
Домини́к Бассеро́ (фр. Dominique Bussereau, род. 13 июля 1952, Тур) — французский государственный деятель. В 2007—2010 годах занимал должность государственного секретаря по делам транспорта Франции в первом и втором кабинетах Франсуа Фийона. Ранее занимал пост министра сельского хозяйства (2004—2007).

## Политическая карьера
В 1985 году избран в генеральный совет департамента Приморская Шаранта, в 2008 году стал его председателем, а 13 мая 2015 года возглавил Ассамблею департаментов Франции, сменив в этой должности Клоди Лебретона.
21 февраля 2018 года, будучи ближайшим сподвижником лидера «Республиканцев» и мэра городской агломерации Бордо Лорана Вокье, объявил о выходе из партии в знак несогласия с политическими взглядами Вокье, высказанными в его интервью телеканалу BFM TV.